# Fuente de la Princesa

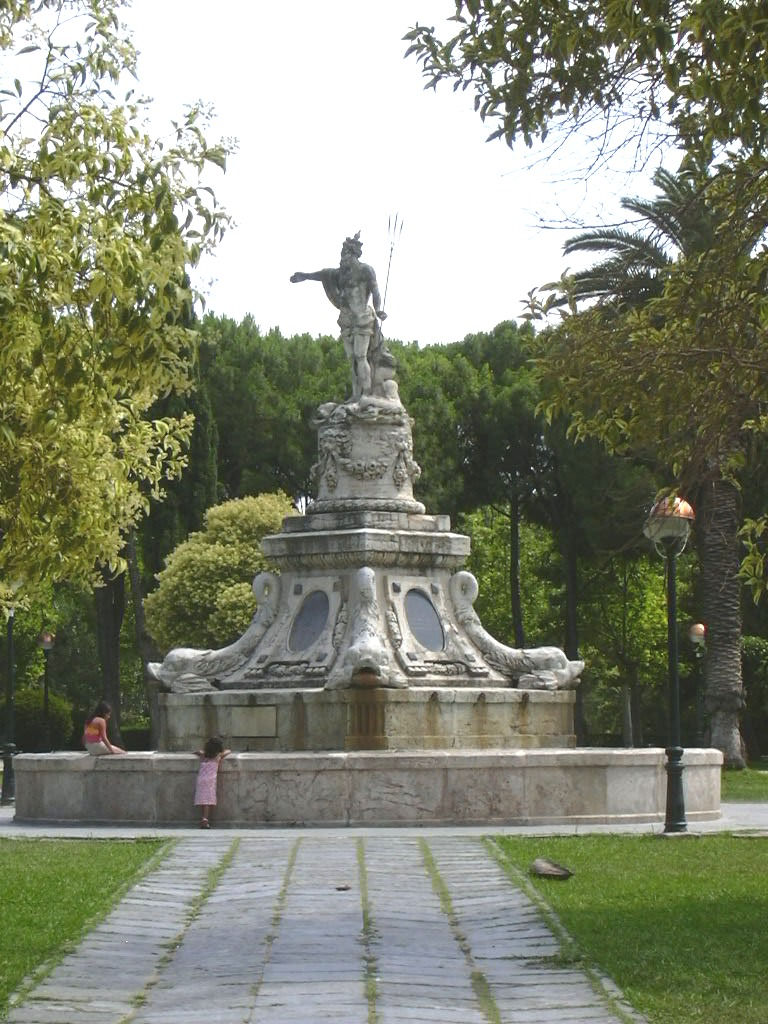
Fuente de la Princesa, en su actual ubicación en el parque José Antonio Labordeta.

La fuente de la Princesa fue la primera fuente que tuvo Zaragoza, construida a principios del siglo XIX. Con el objeto sin duda de erigir otras en distintos sitios de la población se proyectó la formación de esta fuente, que continuaría por mucho tiempo sin compañeras. El pensamiento inicial era el de hacer la traída de aguas de unos manantiales que existen a unas dos o tres leguas de la capital conocidos como los Ojos de Pinseque, y todavía aparecen trabajos de excavación y horadamiento de tierras, cerca de la carretera de Madrid.
Posteriormente, se toparon con los inconvenientes de la falta de fondos para llevar a término esta importante obra y se adoptó el medio más sencillo de proveer esta fuente del agua del canal Imperial que procede del río Ebro.
Para ello se hizo la alcantarilla de conducción que partía desde la casa antigua de baños y la de desagüe que se extendía por la izquierda del Salón de Santa Engracia, y vertía las aguas sobrantes en el río Huerva.
La obra se comenzó con el producto de una suscripción voluntaria y de ciertos arbitrios habiéndose colocado la primera piedra el 14 de octubre de 1833 pero corrieron los años y parece que ya se perdía la esperanza de que corriesen también las aguas cuando la actividad desplegada por el Ayuntamiento dio el resultado tan apetecido dejándola concluida y en actitud de servir el 24 de julio do 1845.
En 1902 se desmontó la fuente y se construyó a su lado el monumento a los mártires que permanece en la actualidad en la plaza de España. Las piezas de la fuente se almacenaron y en 1935 esta se erigió de nuevo en la arboleda de Macanaz, pero no se llegó a restablecer su uso. Finalmente, en 1946 se puso en funcionamiento en la glorieta de la Princesa situada en el parque de D. Miguel Primo de Rivera, hoy rebautizado Parque Grande José Antonio Labordeta de Zaragoza, en donde se encuentra actualmente.

## Descripción de la fuente
La fuente tenía su asiento en el centro de la gran plaza de la Constitución, vulgarmente llamada de San Francisco (actual Plaza de España), frente al paseo o salón que dirige a la puerta de Santa Engracia. Con sujeción a su plano y modelo consta la fuente de un pilón circular de cuarenta y cuatro palmos de diámetro con su antepecho y grada en toda su circunferencia; una pirámide truncada cuadriangalar de más de veinte palmos de altura cuyos ángulos ocupan cuatro delfines arrojando agua por la boca además de doce caños distribuidos en su contorno correspondiendo tres á cada-frente.
Sobre la parte superior adornada de una pequeña cornisa descansa un trozo de columna dórica con su base correspondiente que sirve de repisa a la estatua de Neptuno con el tridente en la mano izquierda y en actitud de mandar a las aguas. Además de los delfines hay en los centros cuatro lápidas bien adornadas con molduras talladas y orlas pendientes de bocas de león que guarnecen el trozo de columna, con las inscripciones siguientes: 

Primera:

La sangre derramada

Por religión y Patria en este sitio

De mártires sin cuento

La base riega de este monumento.

Segunda:

Para eternizar

El primer acto de fidelidad

A Doña Isabel Segunda,

Como Princesa de Asturias.

Zaragoza 1833.

Tercera:

Ni á mejor Princesa

Ni á pueblo más fiel

Ni en suelo más ilustre

Pudiera dedicarse esta memoria.

Cuarta:

Se principió en 1833.
 
Llegó el agua en 24 de julio de 1843

Gobernando como Reina

La que había sido jurada Princesa.